# Sebastian Urbanski
Sebastian Urbanski (* 1978 in Berlin) ist ein deutscher Schauspieler und Synchronsprecher.

## Leben
Urbanski wurde in Berlin geboren und hat das Down-Syndrom. In Ost-Berlin wuchs er auf und besuchte nach eigener Aussage als „erstes Integrationskind“ einen „ganz normalen Kindergarten“, in dem er sich wohlfühlte. Sein Vater bastelte ihm ein Puppentheater, die Eltern spielten ihm mit Handpuppen Geschichten vor und er selbst übte mit Nachbarskindern kleine Stücke ein. Als seine Mutter, die Journalistin Bettina Urbanski, von einer integrativen Theatergruppe gehört hatte, kam er dazu, auch zu spielen. Nach dem Abschluss der Schule arbeitete er in einer Werkstatt für Menschen mit Behinderungen und 2007 wurde er Schauspieler.
Urbanski ist als Theaterschauspieler erfolgreich, so 2010 als Hermes in Der Frieden nach Aristophanes im Berliner Theater Ramba Zamba der Kulturwerkstatt Sonnenuhr. Dort spielte er auch in dem Stück Etwas über die Heiterkeit an trüben Tagen, einer Struwwelpeter-Adaption, mit. Urbanski ist im Film Me too – Wer will schon normal sein? die deutsche Synchronstimme von Pablo Pineda. In So wie du bist von Wolfgang Murnberger spielt er mit Juliana Götze. 2015 verfasste er gemeinsam mit seiner Mutter sowie einer Ghostwriterin seine Autobiographie Am liebsten bin ich Hamlet.
Am Tag des Gedenkens an die Opfer des Nationalsozialismus, am 27. Januar 2017, sprach Sebastian Urbanski vor dem Deutschen Bundestag und las den „Opferbrief“ von Ernst Putzki vor, geschrieben im September 1943 aus der hessischen Sterbeanstalt Weilmünster an seine Mutter. Putzki wurde im Januar 1945 in der NS-Tötungsanstalt Hadamar ermordet.
Anfang 2019 wurde Sebastian Urbanski in den Vorstand der Bundesvereinigung Lebenshilfe berufen. Er ist das erste Mitglied mit Down-Syndrom in diesem 15-köpfigen Gremium.
Urbanski spricht darüber hinaus in den deutschen Synchronfassungen der Zeichentrickserien Willkommen bei den Louds und Die Casagrandes sowie in Die Casagrandes – Der Film die Figur des CJ Casagrande, der ebenfalls das Down-Syndrom hat.

## Filmografie
- So wie du bist (2012)
- Dora oder Die sexuellen Neurosen unserer Eltern (2015)
- The Missing (2. Staffel, 2016)
- Bis zum letzten Tropfen (2022)

## Werke
- Am liebsten bin ich Hamlet. Mit dem Downsyndrom mitten im Leben. Mit Marion Appelt und Bettina Urbanski. Fischer Taschenbuch Verlag, Frankfurt am Main 2015, ISBN 978-3-596-03165-8 (eingeschränkte Vorschau in der Google-Buchsuche).